# Ajax, Ontario
Ajax är en kanadensisk stad i provinsen Ontario, och är belägen vid Ontariosjöns västra kust. Den har 90 167 invånare (2006) på en yta av 67,09 km², varav 87 869 invånare bor i själva tätorten. Ajax ligger ett par mil nordost om Toronto och ingår i dess storstadsområde. Området där staden är belägen var i huvudsak landsbygd fram till 1941, då fabriker för militär produktion placerades där i samband med andra världskriget. Ett samhälle började växa fram och namngavs efter HMS Ajax, en brittisk kryssare som bland annat deltog i slaget vid Río de la Plata 1939. Ajax fick vissa stadsrättigheter som town i slutet av 1954.